# Centraal Nijverheidscomité
Het Centraal Nijverheidscomité (CNC), in het Frans Comité Central Industriel (CCI), is een voormalige Belgische werkgeversorganisatie.

## Historiek
De organisatie werd op 13 februari 1895 te Brussel opgericht onder de naam Comité Central du Travail Industriel (CCTI). Het CCTI profileerde zich als drukkingsgroep voor vrijheid van handelsverkeer, en tegen fiscale druk en de toenemende sociale wetgeving. In de aanvangsperiode werd het comité voornamelijk gedomineerd door de steenkool-, glas- en staalindustrie uit voornamelijk Henegouwen. In 1907 trad ook de beroepsfederatie van de metaalbouwers toe. De aansluiting van de werkgeversorganisaties uit de textielsector in 1913 leidde vervolgens tot de naamsverandering in Centraal Nijverheidscomité (CNC). 
Na de Eerste Wereldoorlog en de daardoor aangerichte ravage aan het industrieel patrimonium nam het aantal aangesloten sectorale federaties toe tot 57, wat in 1918 leidde tot een aanpassing van de structuur. Zo konden vanaf dan individuele ondernemingen niet langer aansluiten. Tijdens de jaren 20 kreeg de organisatie concurrentie van de Union d'Action Sociale et Chrétienne (UASC, 1920), het Algemeen Christelijk Verbond van Werkgevers (ACVW, 1925) en het Vlaams Economisch Verbond (VEV, 1926).
In de jaren 30 deed de organisatie verregaande voorstellen om tot de realisatie van een wettelijke beroepsorganisatie te komen, ingegeven door de toenemende nood aan sociaal overleg, de slechte economische situatie en de politieke instabiliteit. Dit leidde onder meer tot de inrichting van de paritaire comités tussen 1935 en 1939. Ook speelde het CNC in 1936 een prominente rol in de door premier Paul van Zeeland samengeroepen Nationale Arbeidsconferentie, waarin belangrijke toegevingen werden gedaan zoals het betaald verlof, de 40-urenweek en de finale erkenning van de syndicale vrijheid.
Op 10 april 1946 werd de organisatie omgevormd tot het Verbond der Belgische Nijverheid (VBN).

## Structuur

### Bestuur
| Tijdspanne  | Voorzitter           |
| ----------- | -------------------- |
| 1895 - 1902 | Emile Hardy          |
| 1902 - 1915 | Adolphe Greiner      |
| 1917 - 1930 | Jules Carlier        |
| 1931 - 1934 | Jean de Hemptinne    |
| 1934 - 1936 | Léon Guinotte        |
| 1936 - 1941 | Lucien Graux         |
| 1941 - 1946 | Maurice Van der Rest |

| Tijdspanne  | Afgevaardigd beheerder |
| ----------- | ---------------------- |
| 1906 - 1917 | Jules Carlier          |
| 1918 - 1927 | Emile Uytborck         |
| 1927 - 1946 | Gustave-Léo Gérard     |